# Palazzo di Giustizia (Rovigo)
Il Palazzo di Giustizia è un edificio situato a Rovigo, sede del Tribunale.

## Storia
Il palazzo è stato costruito tra il 1871 e il 1873, per ospitare la sede del tribunale, della corte d'assise, del carcere e della pretura, precedentemente collocati presso l'ex palazzo pretorio. Il nuovo palazzo venne edificato sul luogo dove sorgevano l'ex chiesa e monastero della Santissima Trinità, complesso religioso voluto dalla monaca agostiniana suor Filippa De Celerj da Rovere nel 1497, demolito nel 1871 dopo la soppressione conventuale avvenuta in epoca napoleonica, presumibilmente nel 1810; due opere pittoriche provenienti da questo monastero, una Santissima Trinità di artista di area emiliana e un'Elemosina di Tommaso da Villanova di Mattia Bortoloni, si trovano conservate nella Pinacoteca dell'Accademia dei Concordi.
L'inaugurazione ufficiale del nuovo palazzo di giustizia avvenne il 3 dicembre 1873. Inizialmente costituito da un unico piano, nel XX secolo è stato rialzato di un piano e ristrutturato tra la fine degli anni cinquanta e il 1966.

## Altre sedi
Oltre alla sede di via Verdi, gli uffici del tribunale sono ospitati anche nelle seguenti sedi distaccate:
- Palazzo Paoli, Via Mazzini 1 (sede distaccata civile)[1]
- Corso del Popolo 261 (giudice di pace)[1]
- Via All'Ara 6 (ufficiali giudiziari)[6]
- Via Mazzini 3 (ufficiali giudiziari)[6]